# Bahnhof Pfetterhouse
Der Bahnhof Pfetterhouse (Pfetterhausen) war zunächst der deutsche, ab 1918 französische Grenzbahnhof auf der Bahnstrecke Dannemarie–Pfetterhouse zur Schweiz.

## Geografische Lage
Der Bahnhof Pfetterhouse lag am Südende der deutschen Bahnstrecke, kurz vor der Grenze zur Schweiz. Im lokalen Verkehr diente er der Gemeinde Pfetterhouse. Der gegenüber liegende Schweizer Grenzbahnhof war der Bahnhof Bonfol, der zur Bahnstrecke Porrentruy–Bonfol gehört, die damals die Bahngesellschaft Régional Porrentruy-Bonfol (RPB) betrieb.

## Geschichte
Der Bahnhof wurde zusammen mit der Bahnstrecke 1910 durch die Reichseisenbahnen in Elsaß-Lothringen (EL) eröffnet. Nach dem damals üblichen Abfertigungsverfahren im Personenverkehr fuhr der jeweilige Zug bis in den Bahnhof hinter der Grenze, die Schweizer Züge also bis in den Bahnhof Pfetterhouse. Dort mussten alle Reisende den Zug verlassen, Grenz- und Zollkontrolle im Empfangsgebäude durchlaufen und anschließend mit dem Zug der EL weiterfahren. Bei Reisen in umgekehrter Richtung fand das Verfahren spiegelbildlich Anwendung: Die deutschen Züge fuhren bis zum Schweizer Bahnhof Bonfol.
Als die Strecke 1971 stillgelegt wurde, traf das auch den Bahnhof Pfetterhouse.

## Ausstattung

### Empfangsgebäude
Das Empfangsgebäude des Bahnhofs Pfetterhausen wurde als Grenzbahnhof in Dimensionen errichtet, die es in einer Gemeinde dieser Größenordnung sonst nicht gab. Auf einer Grundfläche von 49 × 11 m entstanden drei Bauteile: Ein dreistöckiger, giebelständiger Mittelbau, links und rechts jewels flankiert von einem traufständigen Flügel, einer einstöckig, der andere zweistöckig. Hohe Walmdächer überragen das Gebäude. Stilistisch wurden Formen des Heimatstils und des Neobarocks kombiniert. Im Innern gab es zwei Wartebereiche, einen für Reisende der (alten) 1. und 2. Klasse und einen für Reisende der 3. und 4. Klasse. Eine große Halle diente der Zollabfertigung, deren Beamte ihre Büros ebenfalls im Empfangsgebäude hatten. Im Obergeschoss gab es eine Dienstwohnung für den Bahnhofsvorsteher. Kurz nach der Eröffnung erhielt der Hausbahnsteig noch ein Bahnsteigdach.
Das Gebäude blieb nach der Stilllegung der Strecke 1971 erhalten, ging in privates Eigentum über und wurde durch den Einbau mehrerer Wohnungen nachgenutzt. Es ist erhalten. Seit 1995 ist es ein Kulturdenkmal.

### Weitere Anlagen
Der Bahnhof hatte drei durchgehende Gleise mit Längen zwischen 400 und 600 m, ein Ausziehgleis von 300 m Länge und einige Abstellgleise. Es gab einen Lokomotivschuppen, in dem zwei Lokomotiven abgestellt und gewartet werden konnten, eine Drehscheibe mit 20 m Durchmesser und eine Güterabfertigung mit Güterhalle. Außerdem standen im Bereich des Bahnhofs noch fünf Häuser mit Dienstwohnungen für Eisenbahner. Der zur Versorgung der Dampflokomotiven mit Wasser erforderliche Hochbehälter war vier Stockwerke hoch und hatte einen quadratischen Grundriss. In seinem Erdgeschoss war ein öffentliches Bad untergebracht.